# Hyperbaton
Der Begriff Hyperbaton (griech.: ὑπερβατός akt.: überschreitend; pass.: verstellt; dt. Bez.: Sperrung) wird in der Fachliteratur uneinheitlich zur Bezeichnung unterschiedlicher rhetorischer Figuren verwendet.

## Hyperbaton im engeren Sinne
Im engeren Sinne bezieht sich Hyperbaton auf einen Satzumbau, bei dem zwei syntaktisch zusammenhängende Wörter künstlich durch einen Einschub getrennt werden. Der Einschub erfolgt dabei entweder durch Ergänzung überflüssiger Wörter (oft in pleonastischen Formulierungen) oder durch reine Umstellung innerhalb des Satzes. Das Hyperbaton lenkt die Aufmerksamkeit vor allem auf den ersten der beiden getrennten Begriffe.
Beispiele:
- „Bei euch, ihr Herrn, kann man das Wesen gewöhnlich aus dem Namen lesen“

(Goethe, Faust I) – Ergänzung
- „Sanft ist im Mondenscheine und süß die Ruh.“

(Matthias Claudius, „Ein Wiegenlied“) – Umstellung
- „Der Worte sind genug gewechselt.“

(Goethe, Faust I) – Umstellung
Eng verwandt mit dieser Form des Hyperbatons ist die Tmesis, bei welcher der Einschub durch Aufbrechen eines Kompositums erfolgt.

## Hyperbaton im weiteren Sinne
Im weiteren Sinne bezeichnet Hyperbaton jedoch verschiedene Formen des Satzumbaus, bei denen von der normalen Syntax durch Umstellung oder Einschub aus poetischen oder emphatischen Gründen abgewichen wird. In diesem Sinne wird Hyperbaton auch als Überbegriff von rhetorischen Figuren wie Anastrophe, Parenthese, Hysteron-Proteron, Inversion oder Anakoluth verwendet.

## Beispiel mit beiden Formen des Hyperbatons
Ein klassisches Beispiel für die Verwendung des Hyperbaton ist der Eröffnungssatz von Caesars De Bello Gallico: „Gallia est omnis divisa in partes tres.“ (Übersetzung: „Gallien ist im Ganzen in drei Teile geteilt.“) Dieser Satz enthält zwei Hyperbata: eines im engeren (Einschub des logisch eigentlich überflüssigen „omnis“) und eines im weiteren Sinne (Umstellung von „tres partes“ in „partes tres“).